# Jans Koster

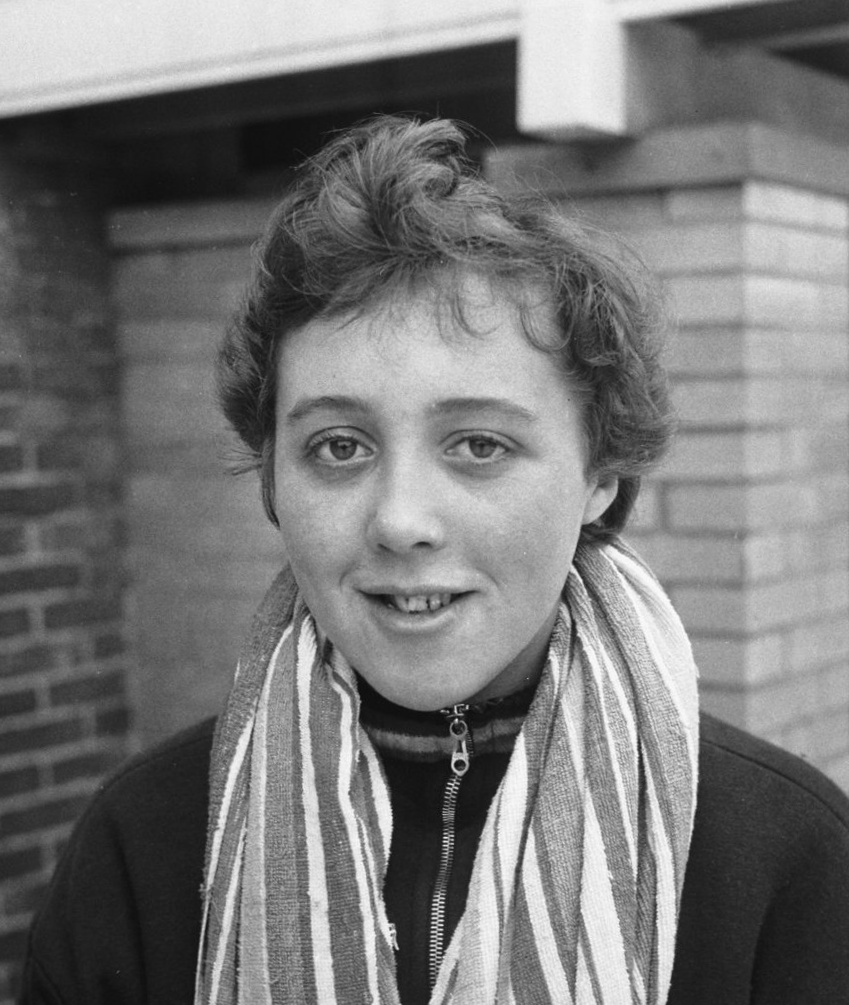
Jans Koster (1956)

Jans Koster (* 1938 in Naarden) ist eine ehemalige niederländische Schwimmerin. Sie gewann eine Goldmedaille bei Europameisterschaften.

## Karriere
Jans Koster war eine Spezialistin für die langen Distanzen im Freistilschwimmen. Sie gewann 1956 die niederländischen Meistertitel über 400 Meter und über 1500 Meter. 1957 siegte sie erneut über 1500 Meter. 1956 und 1957 verbesserte sie zweimal den Weltrekord über 1500 Meter Freistil auf zuletzt 20:03,1 Minuten, geschwommen am 27. Juli 1957 in Hilversum.
Bei den Europameisterschaften 1958 in Budapest gewann sie den Titel über 400 Meter Freistil vor ihrer zeitgleich anschlagenden Landsfrau Corrie Schimmel. Die Britin Nancy Rae erreichte als Dritte das Ziel etwa fünf Sekunden nach den beiden Niederländerinnen.